# 御纂詩義折中
《御纂詩義折中》，為清朝官修的解釋《詩經》經義的典籍。始修於乾隆十六年（1751年），乾隆帝與孫嘉淦談論經義，即命孫嘉淦疏理纂修，孫嘉淦死後由傅恆領銜纂修。乾隆二十年（1755年）四月完成進御，共二十卷。
體例與《御纂周易述義》相同，乾隆帝御製序表明是沿襲自康熙帝《欽定詩經傳說彙纂》在朱熹《詩經集傳》之外多附錄各代儒學學者的結構，合鑄各家舊說，演闡經義，參考古義作註釋。乾隆帝就漢代以後儒學學者的理論衡量得失、甄別異同，用漢儒經解糾正宋儒訛誤，以為「折中」，提高漢學地位。
成書後頒行各省「俾士子咸資誦習」，且與《欽定詩經傳說彙纂》並列為清代學校教育與科舉應試必備的官方編定《詩經》學著作，二書互為補充，「各省學官，時率諸生，與之講貫，令其熟習。學政考試經解，於御纂諸經中，摘取先儒異同之處發問，令生童等條對。」
《詩義折中》幾乎可視為乾隆帝個人表現學術思想與觀點闡發的論著，其學術創見價值在《詩經》研究領域應當有其地位。書中引用古代學者著作有周人3名、漢魏人7名、唐人4名、宋人26名、元人6名、明人23名，共徵引了69位士人的文獻。

## 參與編修人員
《御纂詩義折中》卷首開列職名。
- 正總裁官：

經筵講官太保保和殿大學士議政大臣領侍衛內大臣兼管吏部戶部事務總管內務府大臣管理三庫事務御前大臣兼管理藩院事務一等忠勇公傅恆
經筵講官太子太傅議政大臣武英殿大學士內務府總管兼管兵部事務來保
原任吏部尚書孫嘉淦
- 副總裁官：

經筵講官太子太傅工部尚書暫行兼管刑部事務汪由敦
太子少保議政大臣理藩院尚書鑲藍旗蒙古都統兼管上駟院事務納延泰
經筵講官戶部左侍郎兼管順天府府尹事務劉綸
- 提調官：

戶部銀庫員外郎覺羅巴延三
內閣侍讀馬燝
- 纂修官：

順天府府尹陳兆崙
日講起居注官翰林院侍講學士提督安徽學政金甡
- 收掌官：

刑部湖廣司員外郎眭朝棟
兵部主事薩璧
內閣中書兼戶部緞疋庫司庫明德
- 謄錄官：舉人揀選知縣馬重、舉人揀選知縣吳嘉善、捐職州同王世忠、考職吏目杜霖、考職吏目戴有容、監生張藎臣、監生王翼燕

## 格式
- 四部類目：經部，詩類，傳說之屬。
- 現存版本：乾隆二十年武英殿刊本、乾隆間文淵閣四庫全書寫本、四庫全書薈要寫本、道光十八年刊本、鹽運使如山刻本、同治東昌書業德刻本、光緒年間善成堂刻本、上海書局石印本、宣統二年石印本、文光堂刻本、經元堂刻本、埽葉山房刊本二種、清末刻本。[4]
- 卷數：二十卷。
- 冊數：八冊（武英殿刊本）。
- 裝訂：線裝。
- 版面：
  - 乾隆二十年武英殿刊本：每頁面八行，每行二十字。若用小字則雙行，字數相同。行格四周雙欄，版心白口，單魚尾，中縫上記「詩義折中」，中記卷次，下記葉次。
  - 乾隆四十年摛藻堂四庫全書薈要寫本：每頁面八行，每行二十一字。若用小字則雙行，字數相同。行格四周雙欄，版心花口、單魚尾，中縫上右記「御纂詩義折中」，左為卷次，下記葉次。

## 延伸阅读
[在维基数据编辑]
 《御纂詩義折中 (四庫全書本)》（ 在维基共享资源阅览影像）